# Cephalodasys miniceraus
Cephalodasys miniceraus is een buikharige uit de familie Cephalodasyidae. Het dier komt uit het geslacht Cephalodasys. Cephalodasys miniceraus werd in 1974 voor het eerst wetenschappelijk beschreven door Hummon. 